# Seznam olympijských medailistek v rychlobruslení
Závody v rychlobruslení na zimních olympijských hrách se poprvé konaly již na první zimní olympiádě v roce 1924 v Chamonix. Tehdy na olympijských rychlobruslařských oválech závodili jen muži, ženy startují na ZOH od roku 1960 (olympiáda ve Squaw Valley). Jako ukázkový sport bylo ženské rychlobruslení zařazeno na program ZOH 1932.

## 500 m
| Rok                     | Zlato                                                          | Stříbro | Bronz                                                 |
| ----------------------- | -------------------------------------------------------------- | --- | ----------------------------------------------------- |
| ZOH 1960 Squaw Valley   | Helga Haaseová · Tým sjednoceného Německa (EUA)                | Natalja Dončenková · Sovětský svaz (URS) | Jeanne Ashworthová · Spojené státy americké (USA)     |
| ZOH 1964 Innsbruck      | Lidija Skoblikovová · Sovětský svaz (URS)                      | Irina Jegorovová · Sovětský svaz (URS) | Taťjana Sidorovová · Sovětský svaz (URS)              |
| ZOH 1968 Grenoble       | Ljudmila Titovová · Sovětský svaz (URS)                        | Mary Meyersová · Spojené státy americké (USA) Dianne Holumová · Spojené státy americké (USA) Jennifer Fishová · Spojené státy americké (USA) | medaile neudělena                                     |
| ZOH 1972 Sapporo        | Anne Henningová · Spojené státy americké (USA)                 | Vera Krasnovová · Sovětský svaz (URS) | Ljudmila Titovová · Sovětský svaz (URS)               |
| ZOH 1976 Innsbruck      | Sheila Youngová · Spojené státy americké (USA)                 | Cathy Priestnerová · Kanada (CAN) | Taťjana Averinová · Sovětský svaz (URS)               |
| ZOH 1980 Lake Placid    | Karin Enkeová · Německá demokratická republika (GDR)           | Leah Muellerová · Spojené státy americké (USA)                                                                                               | Natalja Petrusjovová · Sovětský svaz (URS)            |
| ZOH 1984 Sarajevo       | Christa Rothenburgerová · Německá demokratická republika (GDR) | Karin Enkeová · Německá demokratická republika (GDR)                                                                                         | Natalja Šiveová · Sovětský svaz (URS)                 |
| ZOH 1988 Calgary        | Bonnie Blairová · Spojené státy americké (USA)                 | Christa Rothenburgerová · Německá demokratická republika (GDR)                                                                               | Karin Kaniaová · Německá demokratická republika (GDR) |
| ZOH 1992 Albertville    | Bonnie Blairová · Spojené státy americké (USA)                 | Jie Čchiao-po · Čína (CHN) | Christa Ludingová · Německo (GER)                     |
| ZOH 1994 Lillehammer    | Bonnie Blairová · Spojené státy americké (USA)                 | Susan Auchová · Kanada (CAN) | Franziska Schenková · Německo (GER)                   |
| ZOH 1998 Nagano         | Catriona LeMayová-Doanová · Kanada (CAN)                       | Susan Auchová · Kanada (CAN) | Tomomi Okazakiová · Japonsko (JPN)                    |
| ZOH 2002 Salt Lake City | Catriona LeMayová-Doanová · Kanada (CAN)                       | Monique Garbrechtová-Enfeldtová · Německo (GER)                                                                                              | Sabine Völkerová · Německo (GER)                      |
| ZOH 2006 Turín          | Světlana Žurovová · Rusko (RUS)                                | Wang Man-li · Čína (CHN) | Žen Chuej · Čína (CHN)                                |
| ZOH 2010 Vancouver      | I Sang-hwa · Jižní Korea (KOR)                                 | Jenny Wolfová · Německo (GER) | Wang Pej-sing · Čína (CHN)                            |
| ZOH 2014 Soči           | I Sang-hwa · Jižní Korea (KOR)                                 | Olga Fatkulinová · Rusko (RUS) | Margot Boerová · Nizozemsko (NED)                     |
| ZOH 2018 Pchjongčchang  | Nao Kodairaová · Japonsko (JPN)                                | I Sang-hwa · Jižní Korea (KOR) | Karolína Erbanová · Česko (CZE)                       |
| ZOH 2022 Peking         | Erin Jacksonová · Spojené státy americké (USA)                 | Miho Takagiová · Japonsko (JPN) | Angelina Golikovová · Sportovci ROV (ROC)             |

## 1000 m
| Rok                     | Zlato                                                          | Stříbro                                                 | Bronz                                                     |
| ----------------------- | -------------------------------------------------------------- | ------------------------------------------------------- | --------------------------------------------------------- |
| ZOH 1960 Squaw Valley   | Klara Gusevová · Sovětský svaz (URS)                           | Helga Haaseová · Tým sjednoceného Německa (EUA)         | Tamara Rylovová · Sovětský svaz (URS)                     |
| ZOH 1964 Innsbruck      | Lidija Skoblikovová · Sovětský svaz (URS)                      | Irina Jegorovová · Sovětský svaz (URS)                  | Kaija Mustonenová · Finsko (FIN)                          |
| ZOH 1968 Grenoble       | Carry Geijssenová · Nizozemsko (NED)                           | Ljudmila Titovová · Sovětský svaz (URS)                 | Dianne Holumová · Spojené státy americké (USA)            |
| ZOH 1972 Sapporo        | Monika Pflugová · Západní Německo (FRG)                        | Atje Keulenová-Deelstraová · Nizozemsko (NED)           | Anne Henningová · Spojené státy americké (USA)            |
| ZOH 1976 Innsbruck      | Taťjana Averinová · Sovětský svaz (URS)                        | Leah Poulosová · Spojené státy americké (USA)           | Sheila Youngová · Spojené státy americké (USA)            |
| ZOH 1980 Lake Placid    | Natalja Petrusjovová · Sovětský svaz (URS)                     | Leah Muellerová · Spojené státy americké (USA)          | Sylvia Albrechtová · Německá demokratická republika (GDR) |
| ZOH 1984 Sarajevo       | Karin Enkeová · Německá demokratická republika (GDR)           | Andrea Schöneová · Německá demokratická republika (GDR) | Natalja Petrusjovová · Sovětský svaz (URS)                |
| ZOH 1988 Calgary        | Christa Rothenburgerová · Německá demokratická republika (GDR) | Karin Kaniaová · Německá demokratická republika (GDR)   | Bonnie Blairová · Spojené státy americké (USA)            |
| ZOH 1992 Albertville    | Bonnie Blairová · Spojené státy americké (USA)                 | Jie Čchiao-po · Čína (CHN)                              | Monique Garbrechtová · Německo (GER)                      |
| ZOH 1994 Lillehammer    | Bonnie Blairová · Spojené státy americké (USA)                 | Anke Baierová · Německo (GER)                           | Jie Čchiao-po · Čína (CHN)                                |
| ZOH 1998 Nagano         | Marianne Timmerová · Nizozemsko (NED)                          | Chris Wittyová · Spojené státy americké (USA)           | Catriona LeMayová-Doanová · Kanada (CAN)                  |
| ZOH 2002 Salt Lake City | Chris Wittyová · Spojené státy americké (USA)                  | Sabine Völkerová · Německo (GER)                        | Jennifer Rodriguezová · Spojené státy americké (USA)      |
| ZOH 2006 Turín          | Marianne Timmerová · Nizozemsko (NED)                          | Cindy Klassenová · Kanada (CAN)                         | Anni Friesingerová · Německo (GER)                        |
| ZOH 2010 Vancouver      | Christine Nesbittová · Kanada (CAN)                            | Annette Gerritsenová · Nizozemsko (NED)                 | Laurine van Riessenová · Nizozemsko (NED)                 |
| ZOH 2014 Soči           | Čang Chung · Čína (CHN)                                        | Ireen Wüstová · Nizozemsko (NED)                        | Margot Boerová · Nizozemsko (NED)                         |
| ZOH 2018 Pchjongčchang  | Jorien ter Morsová · Nizozemsko (NED)                          | Nao Kodairaová · Japonsko (JPN)                         | Miho Takagiová · Japonsko (JPN)                           |
| ZOH 2022 Peking         | Miho Takagiová · Japonsko (JPN)                                | Jutta Leerdamová · Nizozemsko (NED)                     | Brittany Boweová · Spojené státy americké (USA)           |

## 1500 m
| Rok                     | Zlato                                                | Stříbro                                                 | Bronz                                                   |
| ----------------------- | ---------------------------------------------------- | ------------------------------------------------------- | ------------------------------------------------------- |
| ZOH 1960 Squaw Valley   | Lidija Skoblikovová · Sovětský svaz (URS)            | Elwira Seroczyńská · Polsko (POL)                       | Helena Pilejczyková · Polsko (POL)                      |
| ZOH 1964 Innsbruck      | Lidija Skoblikovová · Sovětský svaz (URS)            | Kaija Mustonenová · Finsko (FIN)                        | Berta Kolokolcevová · Sovětský svaz (URS)               |
| ZOH 1968 Grenoble       | Kaija Mustonenová · Finsko (FIN)                     | Carry Geijssenová · Nizozemsko (NED)                    | Stien Kaiserová · Nizozemsko (NED)                      |
| ZOH 1972 Sapporo        | Dianne Holumová · Spojené státy americké (USA)       | Stien Baasová-Kaiserová · Nizozemsko (NED)              | Atje Keulenová-Deelstraová · Nizozemsko (NED)           |
| ZOH 1976 Innsbruck      | Galina Stěpanská · Sovětský svaz (URS)               | Sheila Youngová · Spojené státy americké (USA)          | Taťjana Averinová · Sovětský svaz (URS)                 |
| ZOH 1980 Lake Placid    | Annie Borckinková · Nizozemsko (NED)                 | Ria Visserová · Nizozemsko (NED)                        | Sabine Beckerová · Německá demokratická republika (GDR) |
| ZOH 1984 Sarajevo       | Karin Enkeová · Německá demokratická republika (GDR) | Andrea Schöneová · Německá demokratická republika (GDR) | Natalja Petrusjovová · Sovětský svaz (URS)              |
| ZOH 1988 Calgary        | Yvonne van Gennipová · Nizozemsko (NED)              | Karin Kaniaová · Německá demokratická republika (GDR)   | Andrea Ehrigová · Německá demokratická republika (GDR)  |
| ZOH 1992 Albertville    | Jacqueline Börnerová · Německo (GER)                 | Gunda Niemannová · Německo (GER)                        | Seiko Hašimotová · Japonsko (JPN)                       |
| ZOH 1994 Lillehammer    | Emese Hunyadyová · Rakousko (AUT)                    | Světlana Fedotkinová · Rusko (RUS)                      | Gunda Niemannová · Německo (GER)                        |
| ZOH 1998 Nagano         | Marianne Timmerová · Nizozemsko (NED)                | Gunda Niemannová-Stirnemannová · Německo (GER)          | Chris Wittyová · Spojené státy americké (USA)           |
| ZOH 2002 Salt Lake City | Anni Friesingerová · Německo (GER)                   | Sabine Völkerová · Německo (GER)                        | Jennifer Rodriguezová · Spojené státy americké (USA)    |
| ZOH 2006 Turín          | Cindy Klassenová · Kanada (CAN)                      | Kristina Grovesová · Kanada (CAN)                       | Ireen Wüstová · Nizozemsko (NED)                        |
| ZOH 2010 Vancouver      | Ireen Wüstová · Nizozemsko (NED)                     | Kristina Grovesová · Kanada (CAN)                       | Martina Sáblíková · Česko (CZE)                         |
| ZOH 2014 Soči           | Jorien ter Morsová · Nizozemsko (NED)                | Ireen Wüstová · Nizozemsko (NED)                        | Lotte van Beeková · Nizozemsko (NED)                    |
| ZOH 2018 Pchjongčchang  | Ireen Wüstová · Nizozemsko (NED)                     | Miho Takagiová · Japonsko (JPN)                         | Marrit Leenstraová · Nizozemsko (NED)                   |
| ZOH 2022 Peking         | Ireen Wüstová · Nizozemsko (NED)                     | Miho Takagiová · Japonsko (JPN)                         | Antoinette de Jongová · Nizozemsko (NED)                |

## 3000 m
| Rok                     | Zlato                                                   | Stříbro                                                                       | Bronz                                                     |
| ----------------------- | ------------------------------------------------------- | ----------------------------------------------------------------------------- | --------------------------------------------------------- |
| ZOH 1960 Squaw Valley   | Lidija Skoblikovová · Sovětský svaz (URS)               | Valentina Steninová · Sovětský svaz (URS)                                     | Eevi Huttunenová · Finsko (FIN)                           |
| ZOH 1964 Innsbruck      | Lidija Skoblikovová · Sovětský svaz (URS)               | Valentina Steninová · Sovětský svaz (URS) Han Pchil-hwa · Severní Korea (PRK) | medaile neudělena                                         |
| ZOH 1968 Grenoble       | Ans Schutová · Nizozemsko (NED)                         | Kaija Mustonenová · Finsko (FIN)                                              | Stien Kaiserová · Nizozemsko (NED)                        |
| ZOH 1972 Sapporo        | Stien Baasová-Kaiserová · Nizozemsko (NED)              | Dianne Holumová · Spojené státy americké (USA)                                | Atje Keulenová-Deelstraová · Nizozemsko (NED)             |
| ZOH 1976 Innsbruck      | Taťjana Averinová · Sovětský svaz (URS)                 | Andrea Mitscherlichová · Německá demokratická republika (GDR)                 | Lisbeth Korsmová · Norsko (NOR)                           |
| ZOH 1980 Lake Placid    | Bjørg Eva Jensenová · Norsko (NOR)                      | Sabine Beckerová · Německá demokratická republika (GDR)                       | Beth Heidenová · Spojené státy americké (USA)             |
| ZOH 1984 Sarajevo       | Andrea Schöneová · Německá demokratická republika (GDR) | Karin Enkeová · Německá demokratická republika (GDR)                          | Gabi Schönbrunnová · Německá demokratická republika (GDR) |
| ZOH 1988 Calgary        | Yvonne van Gennipová · Nizozemsko (NED)                 | Andrea Ehrigová · Německá demokratická republika (GDR)                        | Gabi Zangeová · Německá demokratická republika (GDR)      |
| ZOH 1992 Albertville    | Gunda Niemannová · Německo (GER)                        | Heike Warnickeová · Německo (GER)                                             | Emese Hunyadyová · Rakousko (AUT)                         |
| ZOH 1994 Lillehammer    | Světlana Bažanovová · Rusko (RUS)                       | Emese Hunyadyová · Rakousko (AUT)                                             | Claudia Pechsteinová · Německo (GER)                      |
| ZOH 1998 Nagano         | Gunda Niemannová-Stirnemannová · Německo (GER)          | Claudia Pechsteinová · Německo (GER)                                          | Anni Friesingerová · Německo (GER)                        |
| ZOH 2002 Salt Lake City | Claudia Pechsteinová · Německo (GER)                    | Renate Groenewoldová · Nizozemsko (NED)                                       | Cindy Klassenová · Kanada (CAN)                           |
| ZOH 2006 Turín          | Ireen Wüstová · Nizozemsko (NED)                        | Renate Groenewoldová · Nizozemsko (NED)                                       | Cindy Klassenová · Kanada (CAN)                           |
| ZOH 2010 Vancouver      | Martina Sáblíková · Česko (CZE)                         | Stephanie Beckertová · Německo (GER)                                          | Kristina Grovesová · Kanada (CAN)                         |
| ZOH 2014 Soči           | Ireen Wüstová · Nizozemsko (NED)                        | Martina Sáblíková · Česko (CZE)                                               | Olga Grafová · Rusko (RUS)                                |
| ZOH 2018 Pchjongčchang  | Carlijn Achtereekteová · Nizozemsko (NED)               | Ireen Wüstová · Nizozemsko (NED)                                              | Antoinette de Jongová · Nizozemsko (NED)                  |
| ZOH 2022 Peking         | Irene Schoutenová · Nizozemsko (NED)                    | Francesca Lollobrigidová · Itálie (ITA)                                       | Isabelle Weidemannová · Kanada (CAN)                      |

## 5000 m
| Rok                     | Zlato                                   | Stříbro                                                | Bronz                                                   |
| ----------------------- | --------------------------------------- | ------------------------------------------------------ | ------------------------------------------------------- |
| ZOH 1988 Calgary        | Yvonne van Gennipová · Nizozemsko (NED) | Andrea Ehrigová · Německá demokratická republika (GDR) | Gabi Zangeová · Německá demokratická republika (GDR)    |
| ZOH 1992 Albertville    | Gunda Niemannová · Německo (GER)        | Heike Warnickeová · Německo (GER)                      | Claudia Pechsteinová · Německo (GER)                    |
| ZOH 1994 Lillehammer    | Claudia Pechsteinová · Německo (GER)    | Gunda Niemannová · Německo (GER)                       | Hiromi Jamamotová · Japonsko (JPN)                      |
| ZOH 1998 Nagano         | Claudia Pechsteinová · Německo (GER)    | Gunda Niemannová-Stirnemannová · Německo (GER)         | Ljudmila Prokaševová · Kazachstán (KAZ)                 |
| ZOH 2002 Salt Lake City | Claudia Pechsteinová · Německo (GER)    | Gretha Smitová · Nizozemsko (NED)                      | Clara Hughesová · Kanada (CAN)                          |
| ZOH 2006 Turín          | Clara Hughesová · Kanada (CAN)          | Claudia Pechsteinová · Německo (GER)                   | Cindy Klassenová · Kanada (CAN)                         |
| ZOH 2010 Vancouver      | Martina Sáblíková · Česko (CZE)         | Stephanie Beckertová · Německo (GER)                   | Clara Hughesová · Kanada (CAN)                          |
| ZOH 2014 Soči           | Martina Sáblíková · Česko (CZE)         | Ireen Wüstová · Nizozemsko (NED)                       | Carien Kleibeukerová · Nizozemsko (NED)                 |
| ZOH 2018 Pchjongčchang  | Esmee Visserová · Nizozemsko (NED)      | Martina Sáblíková · Česko (CZE)                        | Natalja Voroninová · Olympijští sportovci z Ruska (OAR) |
| ZOH 2022 Peking         | Irene Schoutenová · Nizozemsko (NED)    | Isabelle Weidemannová · Kanada (CAN)                   | Martina Sáblíková · Česko (CZE)                         |

## Závod s hromadným startem
| Rok                    | Zlato                                | Stříbro                          | Bronz                                   |
| ---------------------- | ------------------------------------ | -------------------------------- | --------------------------------------- |
| ZOH 2018 Pchjongčchang | Nana Takagiová · Japonsko (JPN)      | Kim Po-rum · Jižní Korea (KOR)   | Irene Schoutenová · Nizozemsko (NED)    |
| ZOH 2022 Peking        | Irene Schoutenová · Nizozemsko (NED) | Ivanie Blondinová · Kanada (CAN) | Francesca Lollobrigidová · Itálie (ITA) |

## Stíhací závod družstev
| Rok                    | Zlato | Stříbro | Bronz |
| ---------------------- | --- | --- | --- |
| ZOH 2006 Turín         | Německo (GER) · Daniela Anschützová-Thomsová · Anni Friesingerová · Lucille Opitzová · Claudia Pechsteinová · Sabine Völkerová | Kanada (CAN) · Kristina Grovesová · Clara Hughesová · Cindy Klassenová · Christine Nesbittová · Shannon Rempelová | Rusko (RUS) · Jekatěrina Abramovová · Varvara Baryševová · Galina Lichačovová · Jekatěrina Lobyševová · Světlana Vysokovová |
| ZOH 2010 Vancouver     | Německo (GER) · Daniela Anschützová-Thomsová · Stephanie Beckertová · Anni Friesingerová-Postmaová · Katrin Mattscherodtová    | Japonsko (JPN) · Masako Hozumiová · Nao Kodairaová · Maki Tabataová                                               | Polsko (POL) · Katarzyna Bachledová-Curuśová · Katarzyna Woźniaková · Luiza Złotkowská                                      |
| ZOH 2014 Soči          | Nizozemsko (NED) · Lotte van Beeková · Marrit Leenstraová · Jorien ter Morsová · Ireen Wüstová                                 | Polsko (POL) · Katarzyna Bachledová-Curuśová · Natalia Czerwonková · Katarzyna Woźniaková · Luiza Złotkowská      | Rusko (RUS) · Olga Grafová · Jekatěrina Lobyševová · Julija Skokovová · Jekatěrina Šichovová                                |
| ZOH 2018 Pchjongčchang | Japonsko (JPN) · Miho Takagiová · Ajaka Kikučiová · Ajano Satóová · Nana Takagiová                                             | Nizozemsko (NED) · Marrit Leenstraová · Lotte van Beeková · Ireen Wüstová · Antoinette de Jongová                 | Spojené státy americké (USA) · Heather Bergsmaová · Brittany Boweová · Mia Manganellová · Carlijn Schoutensová              |
| ZOH 2022 Peking        | Kanada (CAN) · Ivanie Blondinová · Valérie Maltaisová · Isabelle Weidemannová                                                  | Japonsko (JPN) · Ajano Satóová · Miho Takagiová · Nana Takagiová                                                  | Nizozemsko (NED) · Marijke Groenewoudová · Antoinette de Jongová · Irene Schoutenová · Ireen Wüstová                        |

## Medailové pořadí závodnic
Aktualizováno po ZOH 2022.
V tabulce jsou uvedeny pouze závodnice, které získaly nejméně 2 zlaté medaile.

| Pořadí | Jméno                               | Účast na ZOH        | Medaile na ZOH | Zlato | Stříbro | Bronz | Celkem |
| ------ | ----------------------------------- | ------------------- | -------------- | ----- | ------- | ----- | ------ |
| 1.     | Ireen Wüstová                       | 2006–2022           | 2006–2022      | 6     | 5       | 2     | 13     |
| 2.     | Lidija Skoblikovová                 | 1960–1968           | 1960–1964      | 6     | 0       | 0     | 6      |
| 3.     | Claudia Pechsteinová                | 1992–2006 2014–2022 | 1992–2006      | 5     | 2       | 2     | 9      |
| 4.     | Bonnie Blairová                     | 1984–1994           | 1988–1994      | 5     | 0       | 1     | 6      |
| 5.     | Karin Enkeová                       | 1980–1988           | 1980–1988      | 3     | 4       | 1     | 8      |
| 5.     | Gunda Niemannová-Stirnemannová      | 1988–1998           | 1992–1998      | 3     | 4       | 1     | 8      |
| 7.     | Martina Sáblíková                   | 2006–2022           | 2010–2022      | 3     | 2       | 2     | 7      |
| 8.     | Anni Friesingerová-Postmaová        | 1998–2010           | 1998–2010      | 3     | 0       | 2     | 5      |
| 8.     | Irene Schoutenová                   | 2018–2022           | 2018–2022      | 3     | 0       | 2     | 5      |
| 10.    | Yvonne van Gennipová                | 1984–1992           | 1988           | 3     | 0       | 0     | 3      |
| 10.    | Marianne Timmerová                  | 1998–2006           | 1998–2006      | 3     | 0       | 0     | 3      |
| 10.    | Jorien ter Morsová                  | 2014–2018[a]        | 2014–2018      | 3     | 0       | 0[b]  | 3[b]   |
| 13.    | Miho Takagiová                      | 2010 2018–2022      | 2018–2022      | 2     | 4       | 1     | 7      |
| 14.    | / Christa Ludingová-Rothenburgerová | 1980–1992           | 1984–1992      | 2     | 1       | 1     | 4      |
| 15.    | I Sang-hwa                          | 2006–2018           | 2010–2018      | 2     | 1       | 0     | 3      |
| 15.    | Nana Takagiová                      | 2014–2022           | 2018–2022      | 2     | 1       | 0     | 3      |
| 17.    | Taťjana Averinová                   | 1976–1980           | 1976           | 2     | 0       | 2     | 4      |
| 18.    | Catriona LeMayová-Doanová           | 1992–2002           | 1998–2002      | 2     | 0       | 1     | 3      |
| 19.    | Daniela Anschützová-Thomsová        | 2002–2010           | 2006–2010      | 2     | 0       | 0     | 2      |

a Jorien ter Morsová se zúčastnila i ZOH 2010, kde však startovala pouze v short tracku, nikoliv v rychlobruslení.
b Jorien ter Morsová získala na ZOH 2018 také bronzovou medaili v short tracku, která zde není započítána.

## Medailové pořadí zemí
Aktualizováno po ZOH 2022.

| Pořadí | Země                           | Zlato | Stříbro | Bronz | Celkem |
| ------ | ------------------------------ | ----- | ------- | ----- | ------ |
| 1.     | Nizozemsko                     | 23    | 14      | 15    | 52     |
| 2.     | Sovětský svaz                  | 12    | 7       | 10    | 29     |
| 3.     | Německo                        | 11    | 15      | 9     | 35     |
| 4.     | Spojené státy americké         | 10    | 9       | 11    | 30     |
| 5.     | Německá demokratická republika | 6     | 11      | 7     | 24     |
| 6.     | Kanada                         | 6     | 9       | 8     | 23     |
| 7.     | Japonsko                       | 4     | 6       | 4     | 14     |
| 8.     | Česko                          | 3     | 2       | 3     | 8      |
| 9.     | Rusko                          | 2     | 2       | 3     | 7      |
| 10.    | Jižní Korea                    | 2     | 2       | 0     | 4      |
| 11.    | Čína                           | 1     | 3       | 3     | 7      |
| 12.    | Finsko                         | 1     | 2       | 2     | 5      |
| 13.    | Rakousko                       | 1     | 1       | 1     | 3      |
| 14.    | Tým sjednoceného Německa       | 1     | 1       | 0     | 2      |
| 15.    | Norsko                         | 1     | 0       | 1     | 2      |
| 16.    | Západní Německo                | 1     | 0       | 0     | 1      |
| 17.    | Polsko                         | 0     | 2       | 2     | 4      |
| 18.    | Itálie                         | 0     | 1       | 1     | 2      |
| 19.    | Severní Korea                  | 0     | 1       | 0     | 1      |
| 19.    | Kazachstán                     | 0     | 0       | 1     | 1      |
| 19.    | Olympijští sportovci z Ruska   | 0     | 0       | 1     | 1      |
| 19.    | Sportovci ROV                  | 0     | 0       | 1     | 1      |
| Celkem | Celkem                         | 85    | 88      | 83    | 256    |